# Sinfonia n. 6 (Sibelius)
La Sinfonia n. 6 in re minore op. 104 è una sinfonia del compositore finlandese Jean Sibelius.

## Descrizione
La sesta sinfonia è l'ultima di Sibelius in cui il maestro finlandese ritorna allo schema formale quadripartito nella suddivisione dei tempi, dopo le parentesi della terza e della quinta.
Si deve ritenere che l'elaborazione di quest'opera, ingannevolmente semplice e facile all'ascolto, abbia comportato per il suo autore non meno difficoltà e ripensamenti della precedente sinfonia, la cui gestazione fu tanto travagliata.   
Ne è prova una lettera datata 20 maggio 1918, la quale rivela che in quell'epoca Sibelius stava lavorando contemporaneamente alla quinta, sesta e settima sinfonia e che contava di portarle a compimento pressoché nel medesimo periodo.  I fatti dovevano andare altrimenti e la sesta sinfonia, conclusa solo agli inizi del 1923, non doveva corrispondere affatto alla definizione di opera dal carattere selvaggio e appassionato inizialmente prevista dall'autore. In effetti, pressoché niente di selvaggio e appassionato è presente in quest'opera di una serena quiete, come un primo semplice ascolto può facilmente confermare. 
L'orchestrazione tipicamente classica nella sua formazione (doppi legni, 4 corni, 3 trombe, 3 tromboni, timpani ed archi) si avvale qui dell'aggiunta di un'arpa e di un clarinetto basso, ed è trattata con raffinatezza impressionista. Harry Halbreich osserva come in questa sinfonia, ad eccezione della fine dello scherzo e di un unico episodio del finale, le potenti esplosioni sonore delle sinfonie precedenti brillano per la loro assenza.
Se nella quarta sinfonia Sibelius aveva fatto impiego dell’intervallo di tritono come elemento strutturale di collegamento, nella sesta si è rivolto con il medesimo intento alle formule del modo dorico.
L’Allegro molto moderato iniziale si apre con una calma e limpida polifonia degli archi, caratterizzata da linee melodiche in contrappunto disposte su livelli differenti, che richiama i modelli di Pierluigi da Palestrina, interrotta dagli interventi dei flauti e degli altri legni. Le crome dell'arpa e le biscrome dei legni annunciano il cambiamento del clima ritmico ed espressivo ed il movimento prende l'andamento di un Allegro molto in luogo di un moderato. Quasi verso la fine il tranquillo andamento del brano è turbato da un episodio più inquieto e quasi tetro, come l'improvviso apparire di oscure nubi in cielo fino a poco prima apparentemente sereno. Il movimento sembra concludersi con una solenne proclamazione degli ottoni nella tonalità do maggiore; invece, dopo una corona, le quattro placide misure finali ristabiliscono il modo dorico.
Il secondo movimento Allegro moderato, anch'esso di una calma serenità, appare meno complesso del precedente; il suo quieto andamento richiama secondo Harry Halbreich   un paesaggio marino finlandese, in cui la deserta e silenziosa atmosfera è animata unicamente dalla presenza di grandi pallidi uccelli di cui si percepisce il battito d'ali (archi divisi) ed i richiami (legni). Il movimento colpisce alla fine della sua serie di variazioni per via delle tecniche polifoniche adottate dal compositore.      
Il terzo movimento Poco vivace è dominato dal principio alla fine dal ritmo trocaico ostinato; esso fa le veci del tradizionale scherzo ed è il più breve dei movimenti sinfonici di Sibelius, che qui adotta una semplice forma bipartita con la seconda metà che porta al primo scatenarsi di potenza nella sinfonia, interrotto in maniera molto brusca . 
L'ampio finale Allegro molto si apre con un'introduzione di una severità arcaica, con la quale Sibelius sembra voglia rendere omaggio alla antica musica polifonica italiana. Nella sezione centrale il clima si fa più teso ed animato, ma nel finale la conclusione in tempo doppio più lento ristabilisce l'atmosfera di quiete serena con cui la sinfonia è incominciata.